# Cecilie Uttrup Ludwig
Cecilie Uttrup Ludwig (Frederiksberg, 23 augustus 1995) is een Deense wielrenster die sinds 2025 voor CANYON//SRAM zondacrypto rijdt.

## Carrière
Ze won zilver op het wereldkampioenschap 2012 in Valkenburg in de tijdrit voor junioren. In 2016 werd ze tweede op het Europees kampioenschap op de weg bij de beloften, won ze het Deens kampioenschap tijdrijden bij de elite en won ze twee etappes en het eindklassement van de Tsjechische rittenkoers Tour de Feminin - O cenu Českého Švýcarska. In 2017 won ze het jongeren- en eindklassement van de Setmana Ciclista Valenciana. Ook wist zij dat jaar de jongerentrui te veroveren in de Giro Rosa, waarmee ze haar leidersplaats in het jongerenklassement van de Women's World Tour verstevigde, die ze uiteindelijk ook wist te winnen.
Bij haar deelname aan de Olympische wegwedstrijd van Tokyo 2020 eindigde ze als tiende.

## Palmares
2012
 WK tijdrijden (junioren)
2016
Ooike
Diegem
 Deens kampioene tijdrijden (elite)
 EK op de weg (beloften)
Eind- en jongerenklassement Tour de Feminin - O cenu Českého Švýcarska
1e en 5e etappe
Jongerenklassement Auensteiner Radsporttage
Bergklassement Ladies Tour of Norway
Bergklassement Gracia Orlová
2017
 Jongerenklassement Women's World Tour
 Deens kampioene tijdrijden (elite)
 Jongerenklassement Giro Rosa (WWT)
Eind- en jongerenklassement Setmana Ciclista Valenciana
2018
 Deens kampioene tijdrijden (elite)
2019
Grote Prijs van Plumelec
Bergklassement Women's Tour of Schotland
2020
Ronde van Emilia
 Bergklassement Giro Rosa (WWT)
2021
3e etappe Ronde van Burgos
2022
 Deens kampioene op de weg (elite)
3e etappe Tour de France Femmes
5e etappe Ronde van Scandinavië
Eindklassement Ronde van Scandinavië
2023
 Wereldkampioenschap wielrennen wegwedstrijd, elite
2e en 5e etappe Ronde van Scandinavië
Puntenklassement Ronde van Scandinavië
Ronde van Emilia
2024
2e etappe Tour Down Under

### Klassiekers en WK
| Jaar | Ronde van Italië | Ronde van Frankrijk | Ronde van Spanje |
| ---- | ---------------- | ------------------- | ---------------- |
| 2014 |                  |                     |                  |
| 2015 |                  |                     |                  |
| 2016 |                  |                     |                  |
| 2017 |                  |                     |                  |
| 2018 |                  |                     |                  |
| 2019 |                  |                     |                  |
| 2020 | 4e               |                     |                  |
| 2021 | opgave           |                     |                  |
| 2022 | 6e               | 7e (1)              |                  |
| 2023 | 6e               | 7e                  |                  |
| 2024 | 8e               | 28e                 |                  |
| 2025 | 17e              | 21e                 |                  |

| Jaar | Milaan-San Remo | Gent-Wevelgem | Ronde van Vlaanderen | Parijs-Roubaix | Amstel Gold Race | Luik-Bast.‑Luik | Waalse Pijl | Trofeo Alfredo Binda | Ronde van Emilia |  | WK op de weg |
| ---- | --------------- | ------------- | -------------------- | -------------- | ---------------- | --------------- | ----------- | -------------------- | ---------------- |  | ------------ |
| 2014 |                 | 34e           | 75e                  |                |                  |                 |             |                      |                  |  |              |
| 2015 |                 |               | 66e                  |                |                  |                 |             | opgave               |                  |  |              |
| 2016 |                 |               | 43e                  |                |                  |                 |             |                      |                  |  | 62e          |
| 2017 |                 | 38e           | 12e                  |                | 67e              | 10e             | 17e         | ↑                    |                  |  | 38e          |
| 2018 |                 | 65e           | 30e                  |                | 39e              | 41e             | 40e         | 7e                   | ↑                |  | 23e          |
| 2019 |                 | 43e           | ↑                    |                | 6e               | 10e             | 8e          | ↑                    |                  |  | 30e          |
| 2020 |                 |               | 16e                  |                |                  | 17e             | ↑           |                      | ↑                |  | 8e           |
| 2021 |                 | 36e           | 7e                   | 16e            | 7e               | 8e              | 8e          | ↑                    |                  |  | 8e           |
| 2022 |                 |               | 6e                   |                |                  |                 |             | 9e                   |                  |  | 5e           |
| 2023 |                 |               | 29e                  |                | 10e              |                 |             |                      | ↑                |  | ↑            |
| 2024 |                 |               |                      |                |                  |                 |             |                      |                  |  | 33e          |
| 2025 | 36e             |               | 36e                  |                | 67e              |                 |             | 28e                  |                  |  |              |

## Ploegen
- 2014 –  Team Rytger
- 2015 –  Team Rytger
- 2016 –  Team BMS BIRN
- 2017 –  Cervélo-Bigla
- 2018 –  Cervélo-Bigla
- 2019 –  Bigla Pro Cycling Team
- 2020 –  FDJ Nouvelle-Aquitaine Futuroscope
- 2021 –  FDJ Nouvelle-Aquitaine Futuroscope
- 2022 –  FDJ-Suez-Futuroscope
- 2023 –  FDJ-Suez
- 2024 -  FDJ-Suez
- 2025 –  Canyon//SRAM zondacrypto

Dragoo · Hanselmann · Horne · Klein · Koppenburg · Lepistö · Moolman-Pasio · Perchtold · Pikulik · Pilote-Fortin · Pohl · Uttrup Ludwig · Vilmann
Duyck · Hanselmann · Koppenburg · Lepistö · Moolman-Pasio · Norsgaard · Rose · Uttrup Ludwig · Vilmann
Alzini · Banks · Chabbey · Harvey · Leth · Norsgaard · Nosková · Sperotto · Thomas · Uttrup Ludwig · Wright
Borgli · Chapman · Duval · Fahlin · Gillow · Grossetête · Guilman · Kitchen · Le Net · Muzic · Uttrup Ludwig · Wiel
Borgli · Cavalli · Chapman · Duval · Fahlin · Grossetête · Guilman · Kitchen · Le Net · Muzic · Uttrup Ludwig · Wiel
Borgli · Brown · Cavalli · Chapman · Copponi · Duval · Fahlin · Grossetête · Guazzini · Guilman · Le Net · Muzic · Uttrup Ludwig · Wiel
Adegeest · Borgli · Brown · Cavalli · Copponi · Duval · Fahlin · Grossetête · Guazzini · Guilman · Le Net · Muzic · Uttrup Ludwig · Verhulst · Wiel
Adegeest · Brown   · Buysman · Cavalli · Curinier · Demay · Duval · Guazzini · Kraak · Le Net · Molengraaf · Muzic · Uttrup Ludwig · Verhulst · Vigilia · Wiel
Aintila · Bäckstedt · Bauernfeind · Bradbury · Consonni · Cromwell · Czapla · van der Duin · Dygert · Klöser · Kolesava · Martins · Niedermaier · Niewiadoma · Paladin · Skalniak-Sójka · Towers · Uttrup Ludwig